# 300e régiment d'infanterie territoriale
Le 300e régiment d'infanterie territoriale est un régiment d'infanterie de l'armée de terre française qui a participé à la Première Guerre mondiale.

## Création et différentes dénominations
- septembre 1915 : formation à partir de l'état-major et la section hors-rang du 124e RIT, du IVe bataillon du 100e RIT, du IVe bataillon du 105e RIT et du Ve bataillon du 89e RIT
- septembre 1917 : dissolution

## Chefs de corps
Le régiment est commandé par le lieutenant-colonel d'Arodes de Pyriague.

## Historique des garnisons, combats et batailles

### Première Guerre mondiale

#### Affectations
- 194e brigade de la 97e division d'infanterie territoriale de septembre 1915 à avril 1917 ;
- un bataillon à la 87e division d'infanterie de juillet 1917 à novembre 1918.

#### 1914
Champagne, près de Reims.

## Drapeau

Dessin du revers de l'étendard du territorial d'infanterie.

Il porte, cousues en lettres d'or dans ses plis, les inscriptions suivantes :
- Champagne 1915